# Мощеница (гмина, Пётркувский повет)
Мощеница (пол. Moszczenica) — сельская гмина (волость) в Польше, входит как административная единица в Пётркувский повет, Лодзинское воеводство. Население — 12 729 человек (на 2004 год).